# Parmotrema flavomedullosum
Parmotrema flavomedullosum är en lavart som beskrevs av Hale. Parmotrema flavomedullosum ingår i släktet Parmotrema och familjen Parmeliaceae.   Inga underarter finns listade i Catalogue of Life.